# Điền Vô Vũ
Điền Vô Vũ (chữ Hán: 田无宇), tức Điền Hoàn tử (田桓子), là vị tông chủ thứ năm của họ Điền, thế gia của nước Tề thời Xuân Thu trong lịch sử Trung Quốc, đồng thời là tổ tiên của các vị vua Điền Tề, một trong Chiến quốc thất hùng sau này.
Điền Vô Vũ là con trai của Điền Tu Vô (Điền Văn tử), vị tông chủ thứ tư của họ Điền. Năm 546 TCN, Điền Tu Vô mất, Điền Vô Vũ lên thế tập.

## Sự nghiệp
Điền Vô Vũ lấy một người vợ là con gái của Tề Linh công với bà Mục cơ (con gái Thúc tôn Tuyên bá) nước Lỗ, người con gái ấy là chị của Tề Cảnh công.
Cùng năm 545 TCN, Khánh Phong tiêu diệt Thôi Trữ, một mình cầm quyền chính nước Tề. Điền Vô Vũ thấy Khánh Phong cùng con là Khánh Xá chuyên quyền, bèn liên kết với ba họ đại phu Bão, Cao, Loan trừ họ Khánh, có các vệ sĩ cũ của Tề Trang công là Lư Bồ Quý và Vương Hà muốn báo thù cho chủ, cũng giúp sức cho bốn nhà. Thừa dịp Khánh Phong đi săn, chỉ có Khánh Xá ở nhà, Lư Bồ Quý và Vương Hà phát động binh biến, Điền Vô Vũ và ba họ còn lại mang quân trợ giúp. Kết quả họ Khánh bị diệt, Khánh Phong một mình bỏ chạy sang lưu vong ở nước Ngô, được Ngô Dư Sái thu nạp.
Sau khi tiêu diệt Khánh Phong, Điền Vô Vũ tập trung củng cố thế lực của mình để tranh quyền với các họ khác. Năm 532 TCN, Điền Vô Vũ liên kết với Bão tấn công họ Cao và họ Loan, hai họ này chống không nổi, bỏ trốn sang nước Lỗ.
Cùng năm, Điền Vô Vũ/Điền Hoàn tử mất. Con ông là Điền Khai lên thế tập, tức Điền Vũ tử.